# Преступница Эмили
«Преступница Эмили» (англ. Emily the Criminal) — американская криминальная драма режиссёра и сценариста Джона Паттона Форда. В главной роли — Обри Плаза. Премьера состоялась 24 января 2022 года на Сандэнсе. В американский прокат фильм вышел 12 августа 2022 года. Критики хорошо приняли картину, отметив игру Плазы и социальную проблематику фильма.

## Сюжет
Погрязшая в долгах за учебу в университете Эмили живет в Лос-Анджелесе, подрабатывая доставщицей еды в кейтеринговой компании. Судимость за нападение с отягчающими обстоятельствами лишает её шанса на высокооплачиваемую работу.
Когда коллега предлагает ей подзаработать в качестве «подставного покупателя» за 200 долларов в час, Эмили оказывается вовлечена в мошенническую схему с кредитными картами под руководством Юсефа, который учит её подделывать карты и даёт средства для защиты.
Эмили и Юсефа связывает не только криминальная деятельность, но и романтические отношения. Однако вскоре возникают осложнения: когда в рекламном агентстве появляется возможность пройти собеседование, ей предлагают лишь неоплачиваемую стажировку. Возмущённая Эмили возвращается к криминалу, хотя вскоре обнаруживает, что её действия попали на видеокамеры и приводят к ссоре с партнёрами Юсефа. В ответ Юсеф и Эмили решают ограбить самих мошенников, но встречают сопротивление со стороны Халила, одного из сообщников.
В ходе столкновения Юсеф получает серьёзное ранение, и Эмили, понимая, что их планы рушатся, оставляет его и сбегает с деньгами. В Южной Америке она начинает жизнь с чистого листа, возвращается к искусству и создаёт собственную сеть мошенников, используя тот же метод «подставных покупателей».

## В ролях
- Обри Плаза — Эмили Бенетто
- Тео Росси — Юсеф
- Мегалин Эчиканвоке — Лиз
- Джина Гершон — Элис